# Nuevo Laredo
Nuevo Laredo ist eine Stadt im äußersten Norden des mexikanischen Bundesstaates Tamaulipas, an der Grenze zu den USA. Nuevo Laredo liegt am Südufer des in Mexiko Río Bravo genannten Rio Grande, an dessen Nordufer sich Laredo (Texas) befindet. Die Stadt hat 384.033 Einwohner (Stand: 2010) und liegt 188 m über dem Meer. Nuevo Laredo ist Verwaltungssitz des Municipio Nuevo Laredo

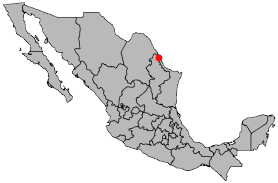
Lage von Nuevo Laredo in Mexiko

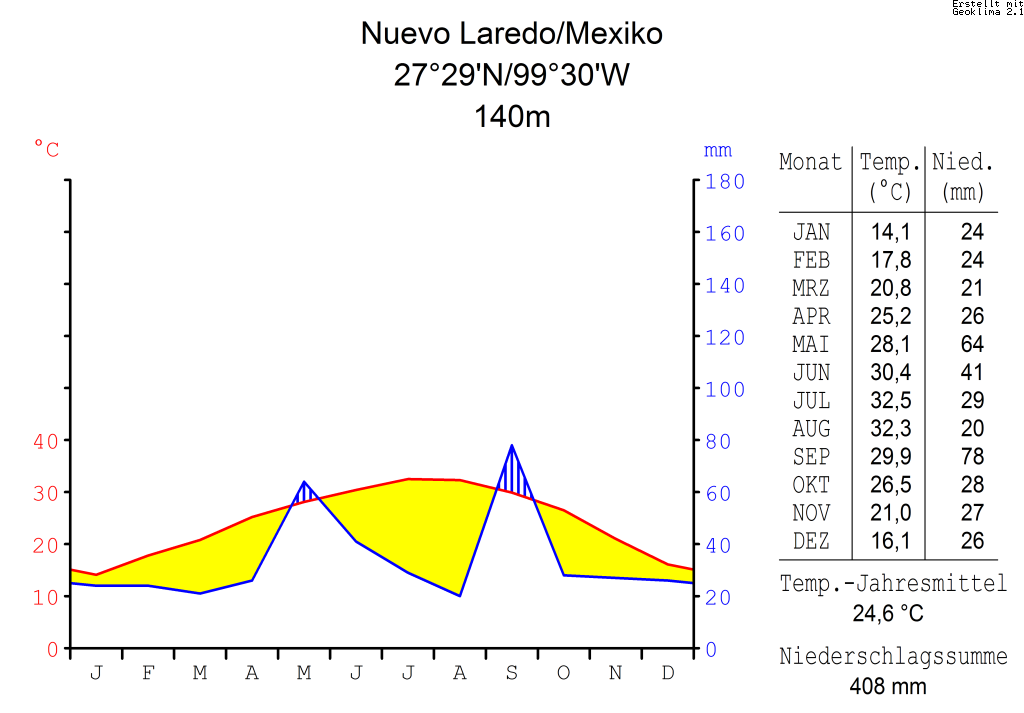
Klimadiagramm von Nuevo Laredo

Die Grenze bei Laredo/Nuevo Laredo ist Ausgangspunkt der ursprünglichen Carretera Panamericana, einer Schnellstraße, die über Mexiko-Stadt nach Mittelamerika und von dort (mit Unterbrechung in Darién, Panama) in alle Staaten Südamerikas führt.

## Geschichte
Nuevo Laredo wurde gegründet, als ein Teil der Einwohner von Laredo sich nach dem Anschluss von Texas an die Vereinigten Staaten (1845) weigerten, US-Amerikaner zu werden. Nach der Festlegung des Río Bravo als Staatsgrenze überquerten sie diesen und ließen sich auf der südlichen, mexikanischen Seite nieder. Der Legende nach nahmen sie dabei die Reste ihrer Verstorbenen mit, um sie in Mexiko zu begraben. Daher stammt das Motto der Stadt, "Siempre con la Patria" (dt. Immer mit der Heimat).

### Einwohnerentwicklung
| Jahr  | Einwohner |
| ----- | --------- |
| 1900¹ | 6.548     |
| 1910¹ | 8.143     |
| 1921¹ | 14.998    |
| 1930¹ | 21.636    |
| 1940¹ | 28.872    |
| 1950¹ | 57.668    |
| 1960¹ | 92.627    |

| Jahr  | Einwohner |
| ----- | --------- |
| 1970¹ | 148.867   |
| 1980¹ | 201.731   |
| 1990¹ | 218.413   |
| 1995  | 273.797   |
| 2000¹ | 308.828   |
| 2010¹ | 384.033   |

¹ Volkszählungsergebnis (Quelle: INEGI)

## Geographie
Nuevo Laredo liegt auf etwa 180 m Höhe im Nordwesten von Tamaulipas am Rio Grande, der nördlich der Stadt die Grenze zu den Vereinigten Staaten bildet. Im Süden und Westen grenzt das Gemeindegebiet an den Bundesstaat Nuevo León und im Osten an die Stadt Guerrero. Das Gemeindegebiet ist relativ flach. Das Klima ist trocken und schwankt zwischen bis zu −2 °C im Winter und 40 °C an heißen Sommertagen. Die örtliche Pflanzenwelt ist eher karg und wird von Weideland, Kakteen und Sträuchern dominiert. Im Westen des Gemeindegebiets leben wilde Kojoten, Rothirsche, Fasanen und Tauben.

## Wirtschaft
Derzeit ist das wirtschaftliche Leben Nuevo Laredos in erster Linie vom internationalen Handel geprägt, da die Stadt durch die  World Trade Bridge der bedeutendste Grenzübergang für den Warenverkehr zwischen Mexiko und den USA ist. Das macht sie zudem zum Grenzstreifen mit dem höchsten Warenumsatz in Lateinamerika. Daneben haben Maquiladoras, industrielle Verarbeitungsbetriebe, eine große Bedeutung.
In den vergangenen Jahren haben sich auch der lokale Handel und die Dienstleistungsbranche deutlich ausgedehnt, weshalb Nuevo Laredo heute eine der Städte mit der geringsten Arbeitslosenquote in Mexiko ist. Insbesondere Restaurants an der Grenze zu den USA bieten für US-Amerikaner sehr günstiges Essen an, zudem befindet sich nahe der Grenze ein großer Freiluftmarkt.
Ein in den USA besonders bekannter Teil Nuevo Laredo ist das so genannte Boy's Town, auch La zona de tolerancia (dt. Toleranzzone) genannt. Es handelt sich um ein durch eine Mauer abgetrenntes Vergnügungsviertel, in dem sich sechs Straßen mit Bordellen, Restaurants, Bars und Läden für Touristen befinden. Das Viertel wird vor allem von Nordamerikanern frequentiert. Es verfügt über eine Polizeistation und einen medizinischen Posten.

## Drogenhandel und Waffengewalt
Als Grenzstadt ist Nuevo Laredo nicht nur Umschlagplatz des legalen internationalen Güterverkehrs, sondern auch des Drogenhandels. Die Grenze zu Laredo (bzw. der von dort ausgehende Highway Interstate 35) gilt als größter Eintrittspunkt für Drogen in die Vereinigten Staaten. Nach Berichten kämpfen zwei Drogenkartelle, das Sinaloa-Kartell und das Golf-Kartell, um die Vorherrschaft der Route über Nuevo Laredo. Besonders berüchtigt wurden dabei die Los Zetas, ehemalige Spezialeinheiten der mexikanischen Armee und Killer des Golf-Kartells.
In Nuevo Laredo nahm infolgedessen zwischen 2004 und 2005 die Mordrate stark zu. Im Juni 2005 wurde der neue Polizeipräsident am ersten Tag seiner Amtseinführung erschossen. Im Februar 2007 wurde der ehemalige Bürgermeister und amtierende Kongressabgeordnete Horacio Garza Garza (PRI) auf dem Weg zum Flughafen angeschossen und schwer verletzt, erholte sich aber später von seinen Verletzungen (sein Fahrer hingegen verstarb).